# Sven Magnusson
Sven Magnusson, né le 30 avril 1908 et mort le 30 septembre 1962, est un acteur suédois.

## Biographie
Magnusson a étudié à la Dramatens elevskola de 1931 à 1933. Il a joué dans 27 films suédois, la plupart du temps ayant un rôle mineur. En Norvège, il a joué dans 5 films, entre autres dans Eli Sjursdotter (1938).

## Filmographie
- 1930 – Fridas visor
- 1932 – Vi som går köksvägen
- 1933 – Flickan från varuhuset
- 1934 – Atlantäventyret
- 1936 – 65, 66 och jag
- 1938 – Eli Sjursdotter
- 1944 – En dag skall gry
- 1944 – Skogen är vår arvedel
- 1944 – Vändkorset
- 1944 – Sabotage
- 1944 – Lev farligt
- 1944 – Excellensen
- 1945 – Änkeman Jarl
- 1945 – I som här inträden
- 1946 – Bröllopet på Solö
- 1946 – Eviga länkar
- 1946 – Begär
- 1947 – Rallare
- 1949 – Människors rike
- 1950 – Anderssonskans Kalle
- 1951 – Spöke på semester
- 1951 – Starkare än lagen
- 1952 – Flyg-Bom
- 1953 – Flickan från Backafall
- 1954 – Salka Valka
- 1956 – Flickan i frack
- 1962 – Biljett till paradiset